# Håvard Klemetsen
Håvard Klemetsen (Kautokeino, 5 de enero de 1979) es un deportista noruego que compitió en esquí en la modalidad de combinada nórdica. 
Participó en dos Juegos Olímpicos de Invierno, entre los años 2006 y 2014, obteniendo una medalla de oro en Sochi 2014, en la prueba por equipo (junto con Magnus Moan, Magnus Krog y Jørgen Graabak).
Ganó siete medallas en el Campeonato Mundial de Esquí Nórdico entre los años 2005 y 2015.

## Palmarés internacional
| Juegos Olímpicos   | Juegos Olímpicos       | Juegos Olímpicos  | Juegos Olímpicos           |
| Año                | Lugar                  | Medalla           | Prueba                     |
| ------------------ | ---------------------- | ----------------- | -------------------------- |
| 2014               | Sochi (Rusia)          | Medalla de oro    | TG + 4 × 5 km por equipo   |
| Campeonato Mundial |                        |                   |                            |
| Año                | Lugar                  | Medalla           | Prueba                     |
| 2005               | Oberstdorf (Alemania)  | Medalla de oro    | TN + 4 × 5 km por equipo   |
| 2007               | Sapporo (Japón)        | Medalla de bronce | TN + 4 × 5 km por equipo   |
| 2011               | Oslo (Noruega)         | Medalla de bronce | TN + 4 × 5 km por equipo   |
| 2011               | Oslo (Noruega)         | Medalla de bronce | TG + 4 × 5 km por equipo   |
| 2013               | Val di Fiemme (Italia) | Medalla de plata  | TN + 4 × 5 km por equipo   |
| 2015               | Falun (Suecia)         | Medalla de plata  | TN + 4 × 5 km por equipo   |
| 2015               | Falun (Suecia)         | Medalla de bronce | TG + 2 × 7,5 km por equipo |